# Vrhe (gmina Zagorje ob Savi)
Vrhe – wieś w Słowenii, w gminie Zagorje ob Savi. W 2018 roku liczyła 26 mieszkańców.